# Luigi Gualco
Luigi Gualco (Alassio, 4 marzo 1965) è un dirigente sportivo ed ex calciatore italiano, di ruolo difensore.
(Luigi Gualco dopo Cremonese-Milan del 25 settembre 1994)

## Caratteristiche tecniche
Difensore centrale, arcigno dai piedi buoni, molto preciso nelle chiusure e pericoloso nelle incursioni offensive.

## Carriera

### Giocatore
Inizia la carriera nella Sanremese partecipando a due salvezze in Serie C1, prima di approdare alla Cremonese nella stagione 1985-1986. Lì resta undici anni di fila, fino al 1996 prima di lasciare per una breve esperienza al Losanna per un anno dove si classifica al terzo posto centrando i preliminari di Coppa UEFA. La stagione seguente torna a Cremona per chiudere la carriera in maglia grigiorossa in Serie B. Ha partecipato alla vittoria del Trofeo Anglo-Italiano nel 1993, unica coppa vinta nella storia del club.
Nella gara di campionato Cremonese-Milan del 25 settembre 1994, si rese protagonista realizzando il gol-partita che sancì la vittoria della sua squadra per 1 a 0 sui rossoneri. Al suo attivo quattro campionati vinti: tre di Serie B e uno di Serie C1 oltre a due storiche salvezze in Serie A con Gigi Simoni allenatore.

### Dirigente
Conclusa la carriera da calciatore, quando Graziano Triboldi ne rilevò il pacchetto di maggioranza da Domenico Luzzara, lo nominò Presidente della Cremonese a marzo 2002, periodo in cui il club militava in Serie C2, Vince due campionati di seguito raggiungendo la promozione in Serie B. Resta alla guida dei grigiorossi fino al 2007, anno in cui lascia la presidenza rimettendo la carica nelle mani del Cavaliere Giovanni Arvedi, che aveva nel frattempo rilevato la società.

## Palmarès

### Competizioni internazionali
- Coppa Anglo-Italiana: 1    Cremonese:  1992-1993
- Competizioni nazionali
- PROMOZIONI DA CALCIATORE: 3 -Campionati serie B

Cremonese: 1988-89 , 1990-91 , 1992-93
-Campionato serie C: 1
Cremonese: 1997-98
PROMOZIONI DA DIRIGENTE: 2
-Campionato di serie C2 Cremonese 2003-2004
-Campionato di serie C1
Cremonese 2004-2005